# José Luiz Zagati
José Luiz Zagati (Guariba, 6 de outubro de 1950 — 30 de outubro de 2016) é um sucateiro, da região de São Paulo, Brasil, que ficou célebre por ter construído uma sala de cinema na garagem de sua casa, utilizando material reciclável.
Zagati era cinéfilo de longa data e, por volta de 1998 começou a projectar filmes na rua para as crianças desfavorecidas, acabando por construir uma pequena sala de cinema na sua garagem, em Taboão da Serra, na região metropolitana de São Paulo, com objectos encontrados no lixo, a que deu o nome de Mini Cine Tupy. Presentemente, mudou a sala para a parte superior da sua casa, tendo agora uma lotação de 60 pessoas onde continua a passar filmes de forma gratuita.

## Biografia
Zagati ficou apaixonado pela cinema quando, com apenas cinco anos, foi levado pela irmã a ver um filme de faroeste na sua cidade natal Guariba, no interior do estado de São Paulo.
Pobre, filho de lavradores, não pode ir ao cinema durante muito tempo, até que a família se mudou para Taboão da Serra à procura de trabalho em São Paulo. Uma das atracções da cidade era o Cine Tupy e que, por não ter dinheiro, ficava à porta imaginando-se lá dentro recordando-se da experiência que tivera na sua infância. Começou a fazer biscates para ajudar a família e, o pouco dinheiro que poupava, era gasto para ir ao cinema.
Em 1977 Zagati casou-se com Madalena Ribeiro dos Santos, com quem teve nove filhos. Tendo apenas estudado até a 3.ª série do ensino fundamental, fazia qualquer trabalho para sustentar a sua enorme família, tendo sido engraxador, pedreiro, borracheiro e montador de baterias de automóvel, entre outras profissões.
No início da década de 1990, Zagati ficou desempregado e, como alternativa, virou sucateiro. Enquanto procurava material para reciclar, começou a encontrar pedaços de rolos de filme e equipamento cinematográfico e começou a repará-los. Ainda em 1997, comprou um projector de 16 mm por R$ 80,00, no centro de São Paulo e, nessa mesma noite, projectou num lençol no meio da rua pedaços de filmes que tinha recuperado. Para sua surpresa, cerca de 50 pessoas, entre crianças e adultos, assistiram à sua projecção.
A partir desse momento, o seu objectivo era passar um filme inteiro e, depois de muita insistência, Arquimedes Lombardi, da Associação de Coleccionadores de Filmes em 16 mm, ofereceu-lhe o filme de longa-metragem Cruéis Dominadores, um filme norte-americano a preto e branco de 1951, sobre o nazismo, dirigido por William Cameron Menzies. Dessa forma, a 16 de agosto de 1998 foi realizada a primeira projecção de um filme completo por Zagati.
Durante a semana, enquanto recolhia sucata, sempre que encontrava locais com muitas crianças, perguntava se poderia exibir naquele local um filme. Durante muito tempo foi essa a sua paixão, mas a chuva às vezes impedia a projecção e foi dai que lhe veio a ideia de montar um cinema. Como a sua casa era pequena, vendeu-a e comprou outra, num bairro próximo e, usando o seu dinheiro e o de algumas doações, construiu uma pequena sala de cinema na sua garagem, inaugurando em dezembro de 2003 o Mini-Cine Tupy, baptizado em homenagem ao extinto Cine Tupy.
Actualmente, a sua história é conhecida e, devido ao impacto social, Zagati recebeu o reconhecimento pelo seu estoico amor pela sétima arte. Presentemente, o Mini-Cine Tupi foi transformado numa ONG.
José Luiz Zagati morreu em 2016, aos 66 anos, em decorrência de um câncer, deixando nove filhos e 16 netos.

## Impacto social
A história de Zagati já teve direito a três documentários: Z.inema, de Carol Thomésendo; Mini-cine Tupy, de Sérgio Block; e Zagati, de Eduardo Felistoque e Nereu Cerdeira, tendo este documentário ganho diversos prémios em vários festivais de curta-metragens no Brasil, bem como o troféu Kikito, considerado o Óscar do cinema brasileiro e recebeu o prémio de selecção oficial no Festival de Sundance (EUA) em 2002, sendo provável a passagem à longa-metragem da vida de Zagati, levada a cabo pela produtora de cinema ZYD.

## Prémios
Zagati recebeu o Kikito - Prémio Especial do Júri no 30º Festival de Gramado, em 2002, pela sua paixão e dedicação ao cinema no Brasil.